# Dicranomyia unicinctifera
Dicranomyia unicinctifera är en tvåvingeart som först beskrevs av Alexander 1930.  Dicranomyia unicinctifera ingår i släktet Dicranomyia och familjen småharkrankar. Inga underarter finns listade i Catalogue of Life.